# خوسيه إس. بالما
خوسيه إس. بالما هو كاهن كاثوليكي فلبيني، ولد في 19 مارس 1950 في Dingle, Iloilo ‏ في الفلبين.